# Lista de países por importações
Esta é uma lista de países por importação de produtos, com base nos dados do almanaque The World Factbook da CIA.

Países por importações em 2016 (em US$)
+ de 1.000.000.000.000
+ de 400.000.000.000
+ de 100.000.000.000
+ de 20.000.000.000
+ de 5.000.000.000
menos de 5.000.000.000

| Pos. | País                                      | Importações (em US$) | Data da Informação  |
| ---- | ----------------------------------------- | -------------------- | ------------------- |
| 1    | Estados Unidos                            | $ 2.205.000.000.000  | Estimativas de 2016 |
| 2    | China                                     | $ 1.587.000.000.000  | Estimativas de 2016 |
| 3    | Alemanha                                  | $ 987.600.000.000    | Estimativas de 2016 |
| 4    | Japão                                     | $ 629.800.000.000    | Estimativas de 2016 |
| 5    | Reino Unido                               | $ 581.600.000.000    | Estimativas de 2016 |
| 6    | França                                    | $ 561.000.000.000    | Estimativas de 2016 |
| 7    | Hong Kong                                 | $ 509.500.000.000    | Estimativas de 2016 |
| 8    | Países Baixos                             | $ 422.300.000.000    | Estimativas de 2016 |
| 9    | Canadá                                    | $ 402.500.000.000    | Estimativas de 2016 |
| 10   | Coréia do Sul                             | $ 391.300.000.000    | Estimativas de 2016 |
| 11   | México                                    | $ 387.000.000.000    | Estimativas de 2016 |
| 12   | Índia                                     | $ 381.000.000.000    | Estimativas de 2016 |
| 13   | Itália                                    | $ 372.200.000.000    | Estimativas de 2016 |
| 14   | Espanha                                   | $ 287.900.000.000    | Estimativas de 2016 |
| 15   | Singapura                                 | $ 271.300.000.000    | Estimativas de 2016 |
| 16   | Bélgica                                   | $ 251.700.000.000    | Estimativas de 2016 |
| 17   | Emirados Árabes Unidos                    | $ 246.900.000.000    | Estimativas de 2016 |
| 18   | Suíça                                     | $ 243.400.000.000    | Estimativas de 2016 |
| 19   | Taiwan                                    | $ 230.900.000.000    | Estimativas de 2016 |
| 20   | Austrália                                 | $ 203.100.000.000    | Estimativas de 2016 |
| 21   | Tailândia                                 | $ 194.700.000.000    | Estimativas de 2016 |
| 22   | Polônia                                   | $ 189.500.000.000    | Estimativas de 2016 |
| 23   | Rússia                                    | $ 182.300.000.000    | Estimativas de 2016 |
| 24   | Vietnã                                    | $ 161.000.000.000    | Estimativas de 2016 |
| 25   | Arábia Saudita                            | $ 157.700.000.000    | Estimativas de 2016 |
| 26   | Áustria                                   | $ 149.100.000.000    | Estimativas de 2016 |
| 27   | Turquia                                   | $ 142.500.000.000    | Estimativas de 2016 |
| 28   | Malásia                                   | $ 139.500.000.000    | Estimativas de 2016 |
| 29   | Suécia                                    | $ 134.900.000.000    | Estimativas de 2016 |
| 30   | Brasil                                    | $ 134.200.000.000    | Estimativas de 2016 |
| 31   | República Tcheca                          | $ 132.400.000.000    | Estimativas de 2016 |
| 32   | Indonésia                                 | $ 129.100.000.000    | Estimativas de 2016 |
| 33   | Irlanda                                   | $ 88.010.000.000     | Estimativas de 2016 |
| 34   | Hungria                                   | $ 86.610.000.000     | Estimativas de 2016 |
| 35   | África do Sul                             | $ 85.030.000.000     | Estimativas de 2016 |
| 36   | Dinamarca                                 | $ 85.010.000.000     | Estimativas de 2016 |
| 37   | Filipinas                                 | $ 77.520.000.000     | Estimativas de 2016 |
| 38   | Noruega                                   | $ 73.020.000.000     | Estimativas de 2016 |
| 39   | Eslováquia                                | $ 71.470.000.000     | Estimativas de 2016 |
| 40   | Romênia                                   | $ 66.450.000.000     | Estimativas de 2016 |
| 41   | Irã                                       | $ 62.120.000.000     | Estimativas de 2016 |
| 42   | Portugal                                  | $ 61.700.000.000     | Estimativas de 2016 |
| 43   | Finlândia                                 | $ 60.510.000.000     | Estimativas de 2016 |
| 44   | Israel                                    | $ 57.900.000.000     | Estimativas de 2016 |
| 45   | Argentina                                 | $ 57.230.000.000     | Estimativas de 2016 |
| 46   | Chile                                     | $ 56.860.000.000     | Estimativas de 2016 |
| 47   | Egito                                     | $ 50.070.000.000     | Estimativas de 2016 |
| 48   | Porto Rico                                | $ 47.610.000.000     | Estimativas de 2016 |
| 49   | Colômbia                                  | $ 44.890.000.000     | Estimativas de 2016 |
| 50   | Argélia                                   | $ 44.600.000.000     | Estimativas de 2016 |
| 51   | Iraque                                    | $ 43.270.000.000     | Estimativas de 2016 |
| 52   | Grécia                                    | $ 42.730.000.000     | Estimativas de 2016 |
| 53   | Bangladesh                                | $ 39.170.000.000     | Estimativas de 2016 |
| 54   | Ucrânia                                   | $ 38.300.000.000     | Estimativas de 2016 |
| 55   | Paquistão                                 | $ 38.250.000.000     | Estimativas de 2016 |
| 56   | Nigéria                                   | $ 36.400.000.000     | Estimativas de 2016 |
| 57   | Peru                                      | $ 35.110.000.000     | Estimativas de 2016 |
| 58   | Nova Zelândia                             | $ 34.830.000.000     | Estimativas de 2016 |
| 59   | Catar                                     | $ 33.760.000.000     | Estimativas de 2016 |
| 60   | Marrocos                                  | $ 33.150.000.000     | Estimativas de 2016 |
| 61   | Kuwait                                    | $ 28.320.000.000     | Estimativas de 2016 |
| 62   | Venezuela                                 | $ 27.130.000.000     | Estimativas de 2016 |
| 63   | Lituânia                                  | $ 25.920.000.000     | Estimativas de 2016 |
| 64   | Omã                                       | $ 25.780.000.000     | Estimativas de 2016 |
| 65   | Bulgária                                  | $ 25.660.000.000     | Estimativas de 2016 |
| 66   | Belarus                                   | $ 25.440.000.000     | Estimativas de 2016 |
| 67   | Cazaquistão                               | $ 24.500.000.000     | Estimativas de 2016 |
| 68   | Panamá                                    | $ 22.080.000.000     | Estimativas de 2016 |
| 69   | Eslovênia                                 | $ 20.520.000.000     | Estimativas de 2016 |
| 70   | Croácia                                   | $ 19.980.000.000     | Estimativas de 2016 |
| 71   | Angola                                    | $ 19.670.000.000     | Estimativas de 2016 |
| 72   | Sérvia                                    | $ 19.260.000.000     | Estimativas de 2016 |
| 73   | Sri Lanka                                 | $ 19.010.000.000     | Estimativas de 2016 |
| 74   | Luxemburgo                                | $ 18.330.000.000     | Estimativas de 2016 |
| 75   | Líbano                                    | $ 17.980.000.000     | Estimativas de 2016 |
| 76   | Jordânia                                  | $ 17.860.000.000     | Estimativas de 2016 |
| 77   | Tunísia                                   | $ 17.750.000.000     | Estimativas de 2016 |
| 78   | Equador                                   | $ 17.740.000.000     | Estimativas de 2016 |
| 79   | Guatemala                                 | $ 16.760.000.000     | Estimativas de 2016 |
| 80   | República Dominicana                      | $ 16.670.000.000     | Estimativas de 2016 |
| 81   | Quênia                                    | $ 16.340.000.000     | Estimativas de 2016 |
| 82   | Estônia                                   | $ 15.000.000.000     | Estimativas de 2016 |
| 83   | Costa Rica                                | $ 14.760.000.000     | Estimativas de 2016 |
| 84   | Etiópia                                   | $ 14.700.000.000     | Estimativas de 2016 |
| 85   | Macau                                     | $ 14.200.000.000     | Estimativas de 2016 |
| 86   | Myanmar                                   | $ 13.960.000.000     | Estimativas de 2016 |
| 87   | Letônia                                   | $ 13.600.000.000     | Estimativas de 2016 |
| 88   | Gana                                      | $ 12.750.000.000     | Estimativas de 2016 |
| 89   | Cuba                                      | $ 12.340.000.000     | Estimativas de 2016 |
| 90   | Camboja                                   | $ 12.320.000.000     | Estimativas de 2016 |
| 91   | Uzbequistão                               | $ 12.110.000.000     | Estimativas de 2016 |
| 92   | Honduras                                  | $ 11.250.000.000     | Estimativas de 2016 |
| 93   | República Democrática do Congo            | $ 10.200.000.000     | Estimativas de 2016 |
| 94   | Tanzânia                                  | $ 9.976.000.000      | Estimativas de 2016 |
| 95   | El Salvador                               | $ 9.855.000.000      | Estimativas de 2016 |
| 96   | Líbia                                     | $ 9.551.000.000      | Estimativas de 2016 |
| 97   | Sudão                                     | $ 9.345.000.000      | Estimativas de 2016 |
| 98   | Costa do Marfim                           | $ 8.966.000.000      | Estimativas de 2016 |
| 99   | Paraguai                                  | $ 8.572.000.000      | Estimativas de 2016 |
| 100  | Azerbaijão                                | $ 8.532.000.000      | Estimativas de 2016 |
| 101  | Bolívia                                   | $ 8.427.000.000      | Estimativas de 2016 |
| 102  | Bahrein                                   | $ 7.974.000.000      | Estimativas de 2016 |
| 103  | Uruguai                                   | $ 7.788.000.000      | Estimativas de 2016 |
| 104  | Bósnia e Herzegovina                      | $ 7.765.000.000      | Estimativas de 2016 |
| 105  | Turcomenistão                             | $ 7.467.000.000      | Estimativas de 2016 |
| 106  | Trindade e Tobago                         | $ 7.398.000.000      | Estimativas de 2016 |
| 107  | Botswana                                  | $ 7.194.000.000      | Estimativas de 2016 |
| 108  | Afeganistão                               | $ 7.004.000.000      | Estimativas de 2016 |
| 109  | Namíbia                                   | $ 6.888.000.000      | Estimativas de 2016 |
| 110  | Malta                                     | $ 6.851.000.000      | Estimativas de 2016 |
| 111  | Geórgia                                   | $ 6.803.000.000      | Estimativas de 2016 |
| 112  | Macedônia                                 | $ 6.757.000.000      | Estimativas de 2016 |
| 113  | Zâmbia                                    | $ 6.752.000.000      | Estimativas de 2016 |
| 114  | Nepal                                     | $ 6.667.000.000      | Estimativas de 2016 |
| 115  | Camarões                                  | $ 6.630.000.000      | Estimativas de 2016 |
| 116  | Chipre                                    | $ 6.042.000.000      | Estimativas de 2016 |
| 117  | Nicarágua                                 | $ 6.039.000.000      | Estimativas de 2016 |
| 118  | Síria                                     | $ 5.965.000.000      | Estimativas de 2016 |
| 119  | Zimbábue                                  | $ 5.738.000.000      | Estimativas de 2016 |
| 120  | Cisjordânia                               | $ 5.683.000.000      | Estimativas de 2014 |
| 121  | Moçambique                                | $ 5.151.000.000      | Estimativas de 2016 |
| 122  | Islândia                                  | $ 5.024.000.000      | Estimativas de 2016 |
| 123  | Senegal                                   | $ 5.001.000.000      | Estimativas de 2016 |
| 124  | Coreia do Norte                           | $ 4.819.000.000      | Estimativas de 2015 |
| 125  | Uganda                                    | $ 4.677.000.000      | Estimativas de 2016 |
| 126  | Albânia                                   | $ 4.667.000.000      | Estimativas de 2016 |
| 127  | Nova Caledônia                            | $ 4.400.000.000      | Estimativas de 2014 |
| 128  | Maurícia                                  | $ 4.355.000.000      | Estimativas de 2016 |
| 129  | Moldávia                                  | $ 4.020.000.000      | Estimativas de 2016 |
| 130  | Laos                                      | $ 3.936.000.000      | Estimativas de 2016 |
| 131  | Jamaica                                   | $ 3.772.000.000      | Estimativas de 2016 |
| 132  | Brunei                                    | $ 3.648.000.000      | Estimativas de 2016 |
| 133  | Iémen                                     | $ 3.624.000.000      | Estimativas de 2016 |
| 134  | Somália                                   | $ 3.482.000.000      | Estimativas de 2014 |
| 135  | Congo                                     | $ 3.447.000.000      | Estimativas de 2016 |
| 136  | Madagáscar                                | $ 3.386.000.000      | Estimativas de 2016 |
| 137  | Haiti                                     | $ 3.149.000.000      | Estimativas de 2016 |
| 138  | Quirguistão                               | $ 3.146.000.000      | Estimativas de 2016 |
| 139  | Chade                                     | $ 3.075.000.000      | Estimativas de 2016 |
| 140  | Tajiquistão                               | $ 3.031.000.000      | Estimativas de 2016 |
| 141  | Guiné Equatorial                          | $ 3.030.000.000      | Estimativas de 2016 |
| 142  | Mongólia                                  | $ 3.003.000.000      | Estimativas de 2016 |
| 143  | Gabão                                     | $ 3.002.000.000      | Estimativas de 2016 |
| 144  | Gibraltar                                 | $ 2.967.000.000      | Estimativas de 2004 |
| 145  | Mali                                      | $ 2.904.000.000      | Estimativas de 2016 |
| 146  | Burkina Faso                              | $ 2.872.000.000      | Estimativas de 2016 |
| 147  | Ilhas Virgens Americanas                  | $ 2.694.000.000      | Estimativas de 2013 |
| 148  | Kosovo                                    | $ 2.687.000.000      | Estimativas de 2014 |
| 149  | Armênia                                   | $ 2.638.000.000      | Estimativas de 2016 |
| 150  | Benim                                     | $ 2.591.000.000      | Estimativas de 2016 |
| 151  | Malawi                                    | $ 2.578.000.000      | Estimativas de 2016 |
| 152  | San Marino                                | $ 2.551.000.000      | Estimativas de 2011 |
| 153  | Guam                                      | $ 2.501.000.000      | Estimativas de 2013 |
| 154  | Bahamas                                   | $ 2.495.000.000      | Estimativas de 2016 |
| 155  | Fiji                                      | $ 2.397.000.000      | Estimativas de 2016 |
| 156  | Polinésia Francesa                        | $ 2.235.000.000      | Estimativas de 2014 |
| 157  | Guiné                                     | $ 2.185.000.000      | Estimativas de 2016 |
| 158  | Liechtenstein                             | $ 1.989.000.000      | Estimativas de 2015 |
| 159  | Montenegro                                | $ 1.982.000.000      | Estimativas de 2014 |
| 160  | Ruanda                                    | $ 1.961.000.000      | Estimativas de 2016 |
| 161  | Níger                                     | $ 1.916.000.000      | Estimativas de 2016 |
| 162  | Suriname                                  | $ 1.914.000.000      | Estimativas de 2016 |
| 163  | Maldivas                                  | $ 1.896.000.000      | Estimativas de 2015 |
| 164  | Libéria                                   | $ 1.885.000.000      | Estimativas de 2016 |
| 165  | Togo                                      | $ 1.852.000.000      | Estimativas de 2016 |
| 166  | Papua-Nova Guiné                          | $ 1.830.000.000      | Estimativas de 2016 |
| 167  | União Europeia                            | $ 1.727.000.000      | Estimativas de 2015 |
| 168  | Lesoto                                    | $ 1.688.000.000      | Estimativas de 2016 |
| 169  | Mauritânia                                | $ 1.643.000.000      | Estimativas de 2016 |
| 170  | Barbados                                  | $ 1.575.000.000      | Estimativas de 2016 |
| 171  | Guiana                                    | $ 1.440.000.000      | Estimativas de 2016 |
| 172  | Mônaco                                    | $ 1.371.000.000      | Estimativas de 2017 |
| 173  | Serra Leoa                                | $ 1.303.000.000      | Estimativas de 2016 |
| 174  | Aruba                                     | $ 1.294.000.000      | Estimativas de 2016 |
| 175  | Curaçao                                   | $ 1.285.000.000      | Estimativas de 2011 |
| 176  | Andorra                                   | $ 1.257.000.000      | Estimativas de 2015 |
| 177  | Suazilândia                               | $ 1.178.000.000      | Estimativas de 2016 |
| 178  | Butão                                     | $ 1.100.000.000      | Estimativas de 2016 |
| 179  | Eritreia                                  | $ 1.022.000.000      | Estimativas de 2016 |
| 180  | Djibouti                                  | $ 992,000.000        | Estimativas de 2016 |
| 181  | Ilhas Faroé                               | $ 978,400.000        | Estimativas de 2016 |
| 182  | Belize                                    | $ 895,500.000        | Estimativas de 2016 |
| 183  | Bermudas                                  | $ 887,300.000        | Estimativas de 2016 |
| 184  | Seychelles                                | $ 873,700.000        | Estimativas de 2016 |
| 185  | Groenlândia                               | $ 783,500.000        | Estimativas de 2015 |
| 186  | Burundi                                   | $ 683,400.000        | Estimativas de 2016 |
| 187  | Timor-Leste                               | $ 647,700.000        | Estimativas de 2015 |
| 188  | Cabo Verde                                | $ 618,100.000        | Estimativas de 2016 |
| 189  | Marianas Setentrionais                    | $ 606,000.000        | Estimativas de 2013 |
| 190  | Ilhas Turcas e Caicos                     | $ 591,300.000        | Estimativas de 2008 |
| 191  | Ilhas Cayman                              | $ 585,200.000        | Estimativas de 2016 |
| 192  | Samoa Americana                           | $ 564,000.000        | Estimativas de 2013 |
| 193  | Santa Lúcia                               | $ 532,000.000        | Estimativas de 2016 |
| 194  | Antígua e Barbuda                         | $ 482,100.000        | Estimativas de 2016 |
| 195  | Ilhas Salomão                             | $ 425,700.000        | Estimativas de 2015 |
| 196  | República Centro-Africana                 | $ 375,300.000        | Estimativas de 2016 |
| 197  | Vanuatu                                   | $ 366,800.000        | Estimativas de 2016 |
| 198  | Gâmbia                                    | $ 363,900.000        | Estimativas de 2016 |
| 199  | São Vicente e Granadinas                  | $ 327,100.000        | Estimativas de 2016 |
| 200  | Samoa                                     | $ 325,300.000        | Estimativas de 2014 |
| 201  | Grenada                                   | $ 313,700.000        | Estimativas de 2016 |
| 202  | Tonga                                     | $ 288,200.000        | Estimativas de 2016 |
| 203  | Micronésia                                | $ 258,500.000        | Estimativas de 2013 |
| 204  | São Cristóvão e Nevis                     | $ 244,500.000        | Estimativas de 2016 |
| 205  | Ilhas Virgens Britânicas                  | $ 200.000.000        | Estimativas de 2015 |
| 206  | Guiné-Bissau                              | $ 196,800.000        | Estimativas de 2016 |
| 207  | Comores                                   | $ 191,200.000        | Estimativas de 2016 |
| 208  | Dominica                                  | $ 186,500.000        | Estimativas de 2016 |
| 209  | Kiribati                                  | $ 182,200.000        | Estimativas de 2013 |
| 210  | Palau                                     | $ 179,300.000        | Estimativas de 2016 |
| 211  | Nauru                                     | $ 143,100.000        | Estimativas de 2013 |
| 212  | Tuvalu                                    | $ 136,500.000        | Estimativas de 2013 |
| 213  | Ilhas Marshall                            | $ 133,7.000          | Estimativas de 2013 |
| 214  | Anguilla                                  | $ 128,300.000        | Estimativas de 2016 |
| 215  | São Tomé e Príncipe                       | $ 116,8.000          | Estimativas de 2016 |
| 216  | Ilhas Cook                                | $ 109,300.000        | Estimativas de 2011 |
| 217  | Saint-Pierre e Miquelon                   | $ 95.350.000         | Estimativas de 2010 |
| 218  | Ilhas Malvinas                            | $ 90.000.000         | Estimativas de 2004 |
| 219  | Wallis e Futuna                           | $ 61.170.000         | Estimativas de 2004 |
| 220  | Montserrat                                | $ 31.750.000         | Estimativas de 2016 |
| 221  | Santa Helena, Ascensão e Tristão da Cunha | $ 20.530.000         | Estimativas de 2010 |
| 222  | Niue                                      | $ 9.038.000          | Estimativas de 2004 |
| 223  | Tokelau                                   | $ 969,200            | Estimativas de 2002 |